# Assurnasirpal II

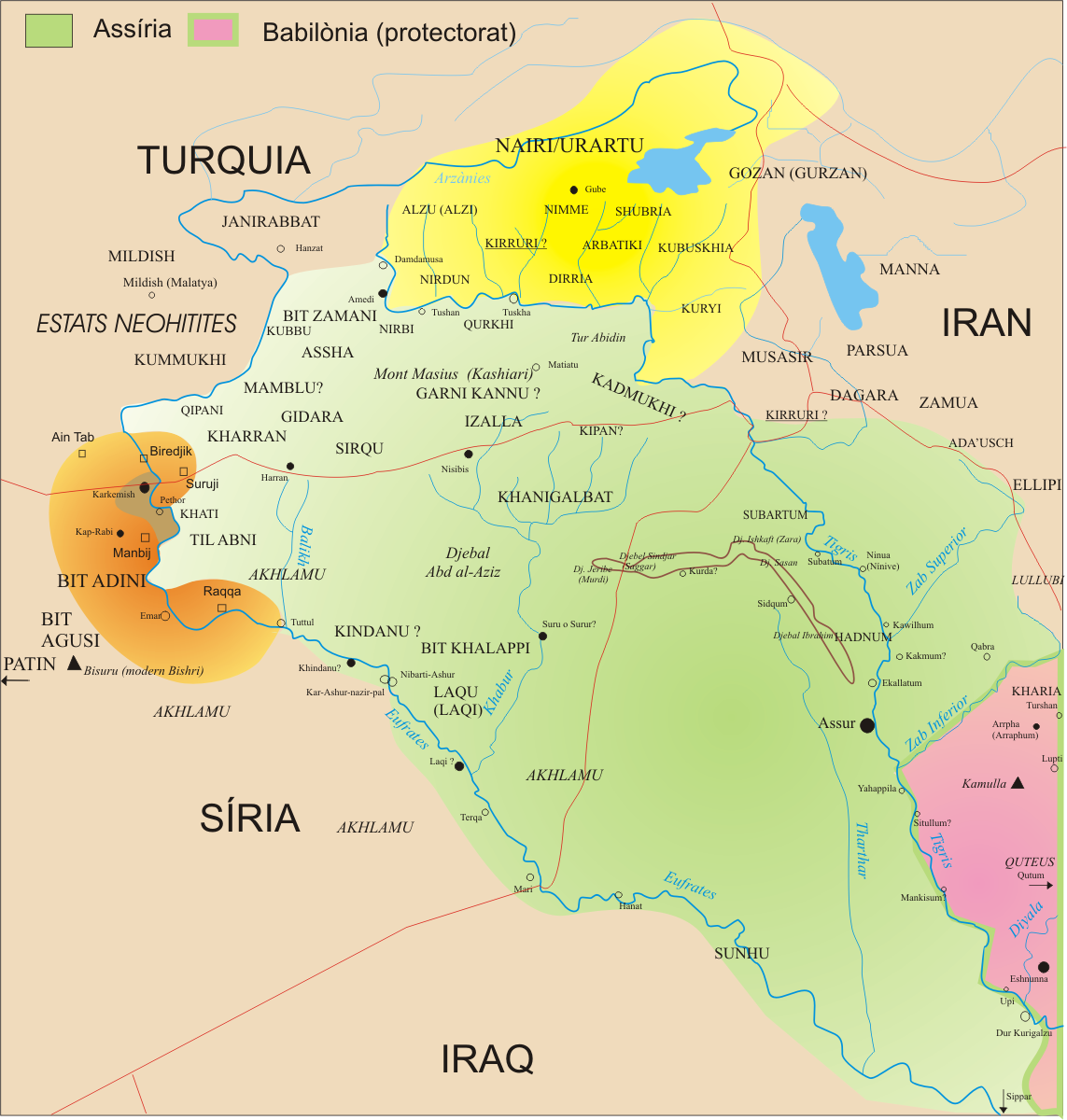
Assíria sota Assurnasirpal II

Assurnasirpal II (? - 859 aC) fou un rei d'Assíria que va regnar entre els anys 884 i 859 aC. La major part de la informació del seu regnat procedeix dels seus annals. Era fill de Tukultininurta II al que va succeir a la seva mort.

## Campanyes militars
Ja el primer any de regnat va fer la seva primera expedició en direcció al nord-oest (seguint el curs del Tigris), on va fer la guerra a la manera tradicional assíria, imposant el terror a les poblacions i destruint tot el que trobava.
Va travessar el riu Tigris i va avançar cap al nord cap al país de Nimme (o Numme) que estava situat a l'oest del llac Van (on després hi va haver Muix o Muş) on hi havia diverses ciutats fortificades que va conquerir (les ciutats eren Libi, Surra, Abuku, Arura i Arabi) causant grans pèrdues a l'enemic; els defensors que van sobreviure van fugir cap a les muntanyes però al cap de tres dies foren atrapats al lloc on s'havien ajuntat i 200 foren massacrats; retornant llavors a la plana va destruir les muralles de les ciutats i les va incendiar; el país va acceptar pagar tribut a Assíria; la capital de Nimme era Gube que podria ser identificada amb la moderna Gop. Assurnasirpal es va dirigir llavors en direcció sud-est al país de Kirruri (Gurrur), que podria ser fronterer o molt proper a Nimme, i va recaptar un important tribut en bestiar, coure, i vi; un governador assiri es va establir de manera permanent. El país de Ada'usch (al Zab Superior) es va sotmetre i el país de Gozan o Gurzan (entre el Tigris i el llac Urmia i el país de Khubushkia (a l'oest de l'anterior) van enviar voluntàriament tributs en cavalls, plata, or, coure, i altres. Llavors el rei es va dirigir al sud pel pas de Julum, on va entrar des del mont Rowandiz (Rawanduz), cap a la terra de Qurkhi de Betani a la riba del Tigris a l'est de la moderna Diyarbekir, i va lluitar contra la població local que va fugir a les muntanyes, però igualment foren atrapats i 260 massacrats i amb els seus caps es va fer una piràmide; les ciutats del país, Midkia, Arzania, Tila i Nishtum van quedar buides i també es va establir un governador assiri. Bubu, el fill del senyor de Nishtum fou mort a Arbela i la seva pell penjada de les muralles de la fortalesa.
El següent any (883 aC) va envair Kummukh (Commagena) potser per exigir el pagament del tribut; el regne es va sotmetre sense lluita i abans de culminar tot el previst el rei fou cridat a la riba de l'Eufrates on els aramaeus vivien en agrupacions tribals o en ciutats, algunes independents i altres dependents d'Assíria i amb governadors assiris; una d'aquestes comunitats era Bit Khaluppi (moderna Halebe), a mig camí entre el Balikh i el Khabur, i estava governada per l'assiri Khamitai; estant Assunasirpal II a Kummukh va esclatar una revolta a Suru, la capital o ciutat principal de Bit Khaluppi, i el governador fou assassinat i com a cap es va erigir Akhiyababa, vingut de Bit Adini, i de condició humil. El rei amb el seu exèrcit es va dirigir cap allí i es va aturar a Sadikan o Gardikan (moderna Arban) on va rebre el tribut d'un príncep arameu, Shulman-khaman-ilaniy; després es va aturar a Shuma on va rebre el tribut del príncep de Katnu (no identificada), Ilu-Adad. La notícia de la seva arribada es va saber a Bit Khaluppi que immediatament es va rendir; però el rei no ho va acceptar, i va atacar la ciutat i va forçar l'entrega de tots els que havien participat en la revolta; als oficials els va fer tallar les cames; els nobles que havien pres part a la rebel·lió foren executats i els seus cossos acumulats en una piràmide a la porta de la ciutat; aquesta fou saquejada i destruïda; Akhiyababa fou fet presoner i enviat a Nínive on fou espellat i la seva pell va adornar les muralles de la fortalesa; Azilu fou nomenat nou governador assiri. Els prínceps arameus de Laqu (Laqi, a la riba nord de l'Eufrates al sud de Suru la capital de Bit Khaluppi) i Khindanu (de situació desconeguda; podria ser la clàssica Giddan al sud de l'Eufrates) van enviar el tribut mentre el rei era a Suru; també va enviar el tribut un altre poble arameu, els shuhites de Suhi o Shuhi, tribut que va portar el mateix rei Ilubani amb els seus fills, que va anar directament a Nínive.
Després el rei va anar a Nínive on va restar un temps fins que va tenir notícies de la revolta d'uns colons assiris establerts a Khalzi-lukha, sota la direcció de Khulai; els rebels van atacar la ciutat de Damdamusa. El rei va sortir altre cop en direcció nord cap al territori afectat; a les fonts del riu Supnat va gravar una estela al costat dels gravats de Teglatfalassar I i després va seguir al nord-oest cap al mont Masius, i cap a les ciutats de Kinabu (on Khulai fou fet presoner els seus homes massacrats i la ciutat arrasada) i Mariru, principals centres del govern de Khalzi-lukha. A la tornada va passar pel país de Nirbi o Nirbu, les terres baixes de la regió de Diyarbekir, on va devastar la ciutat principal, Tela o Tila, defensada per una muralla; 3000 homes van morir durant i després de la seva conquesta; després va seguir una mica al sud i es va aturar a Tuskha, les muralles de la qual foren reformades i dins les muralles va fer construir un palau reial de nova planta; una estela del rei amb la descripció de les seves guerres i conquestes a Nairi es va fixar a les muralles de la ciutat; la ciutat fou repoblada per colons assiris i es va establir un magatzem de gra, que aparentment tenia finalitat militar per les operacions al nord i oest; els habitants del país que havien fugit del país de Nirbi van poder tornar pagant un tribut encara que moltes de les cases havien quedat en ruïnes. Mentre es feien les muralles i el palau es van rebre els tributs de diversos prínceps veïns entre els quals Ammi Baal de Bit Zamani (Zaman), Iluyiti el Rureu de Nirdun, la ciutat d'Ardkhupa (no localitzada), Akhiram de Zalla (Izalla), i el príncep d'Urumu o Urumi (part del país de Nirbi); una vegada els assiris van sortir del territori, aquest país de Nirbi o Nirbu, al nord del mont Masius, fou teatre d'una revolta a final d'any; les forces del rei van retornar i van derrotar els rebels a Ishpilibria i Buliami, i la revolta fou liquidada de la manera habitual. De retorn a Nínive va rebre tribut de Qurkhi, Mildish o Meliddu (Malatya) i dels "hitites"
El 882 aC el rei va tenir notícies que el príncep Bir Ramman de Dagara, que havia estat imposat pels assiris, i el príncep veí de Zamua no volien pagar tribut; aquests territoris estaven a l'est del Tigris a la zona del llac Urmia entre el Zab i el Turnat (modern riu Shirvan); avançant-se als assiris van envair el seu territori, i es va lliurar una batalla a les terres baixes d'Assíria, en que foren derrotats; després d'això diverses ciutats dels dos estats foren ocupades pels assiris (Uzi, Birutu, Lagalaga, Bara, Bunasi i altres vint ciutats) però la fortalesa rebel de Babiti no va poder ser conquerida tot i els repetits atacs; contra el costum les ciutats ocupades no foren destruïdes, i els prínceps van pagar un tribut molt més alt que el que se'ls havia demanat inicialment. Quan el 881 aC Bir Ramman de Dagara i Amika de Zamua van refusar altre cop el tribut, els assiris van envair el territori i aquesta vegada el van assolar a la manera tradicional, cremant ciutats, destruint edificis i fent córrer la sang; la destrucció fou completa i els assiris van poder avançar més lluny cap a les muntanyes del Nizir buscant més botí on es va ocupar Larbusa, Dur Lulumi, Bunasi i Bara; la campanya està descrita però els noms són totalment desconeguts i no es pot establir un relat prou coherent. Sembla que Zamua es va rendir i el rei Amika va fugir i els assiris que el perseguien van destruir en el seu camí Zamrum Aratsiku, Ammaru, Pasindu, Iruta i Surita; en canvi Bir Ramman va seguir lluitant un temps amb centre a Birutu fins que els assiris van ocupar aquesta ciutat i van obtenir una decisiva victòria a Misu a la vora de la muntanya Aziru; els rebels es van rendir i Babiti fou finalment ocupada (encara posteriorment van ser ocupades la capital del país Sinabu, i la ciutat de Tidu i es va establir com a nou príncep Uptianu, germà de Bir Ramman). El rei d'Araixtua, Ammallu (o Ammalu), s'havia sumat a la rebel·lió, i fou atacat igualment, però quan els assiris van sortir el rei va ocupar les fortaleses de Khudun i Kizurta que estaven en mans dels assiris. Tot i haver practicat la destrucció, el rei va fer construir una ciutat de nom Atlila, que podria estar a la regió de Kirkuk, potser al sud-est d'aquesta ciutat, que sembla que havia estat destruïda anteriorment pels babilonis, i va esdevenir una fortalesa regional amb el nom de Dur-Ashur, assegurant la frontera oriental del regne. La riquesa portada a Assur any rere any va ser enorme, però sempre calia més botí per mantenir operatiu un exèrcit poderós.
El 880 aC el rei va anar en persona a recaptar el tribut a Kummukh. Des d'aquest territori va anar a Matiatu al sud-est de la terra de Qurkhi i a l'est del mont Masius, amb el mateix propòsit, entrant a les ciutats de Kapranisha i Mazula; després va refer camí cap a Zazabuya i Irsia (que fou destruïda) i va conquerir Madara i Anzu a les muntanyes Kashiari (Mont Masius); llavors va anar a Singuisha, va tornar cap a Madara, i d'allí va retornar a la fortalesa de Tushka on va continuar la seva activitat constructora; bona part de l'any va estar ocupat en una sistemàtica recaptació de tributs i a preparar una futura campanya de conquesta. A la rodalia de Tuskha (potser al nord del riu) va destruir seixanta ciutats i va sostenir una batalla victoriosa de dos dias a Pitura, una fortalesa del país de Dirria; després va obtenir una nova victòria a Kushunu i va ocupar mig centenar de pobles del país de Dirria; va seguir cap a Arbatiki i va conquerir Iaya i Sulaniga, i va destruir 250 poblacions de Nairi. A la tornada va assolar el país de Nirdum, Luluta, Kirra, Aggunu, Ullib (país proper a Qarkhi), Arbaki i Nirbi, i la ciutat de Sura o Shura.
El 879 aC el rei va sortir el juny de la seva capital Kalah o Kalakh (després Nimrud) i va fer parada a Tubiti (Thebet) on va romandre fins al juliol, seguint després cap al Khabur, després cap a Suru, i finalment cap a l'Eufrates. Bit Khaluppi va pagar tribut sense protestar, i el mateix van fer la resta de comunitats, pagant or, plata, cavalls i ramats. Finalment el rei va arribar a l'Eufrates a Anat (moderna Anath). A Sunhu va intentar recaptar tribut a una ciutat de nom Suru (portava el mateix nom que la capital de Bit Khaluppi, però era una ciutat diferent), la principal del país, però Sunhu s'havia aliat al rei de Babilònia del que sempre havia estat tributària, i els caps locals es van negar a pagar. El rei babiloni Nabuapaliddin I (888-855 aC) va donar suport als seus aliats sense implicar-se directament; va enviar 50 cavallers i 300 infants. Finalment va esclatar la guerra i els assiris van aconseguir la victòria; els habitants del país, els sunkheus, foren castigats de la manera habitual; les ciutats foren devastades i molts dels seus pobladors foren morts; el botí fou important. Babilònia, ocupada en altres afers no va reaccionar.
El rei va retornar a Assur i poc després d'arribar es va produir la revolta dels arameus de Laqi (els lakheus), Khindanu i Shuhi. Aquesta vegada el rei estava millor preparat pel combat perquè havia fet construir uns bots a Sura i podia seguir als fugitius cap a les illes del riu; va sortir de Kalah el 9 de juny i es va presentar a la zona i va causar una devastació enorme que fou recordada per segles; les ciutats foren cremades i destruïdes fins als fonaments i els habitants que foren capturats foren massacrats i els dipòsits d'aliments foren també eliminats de manera que els que van sobreviure no tenien res a menjar. Els prínceps rebels eren Khinti Ilu i Azi Ilu. A la desembocadura del Khabur va conquerir la ciutat de Sibati al país de Shuhi i va seguir cap a Kharidu on va derrotar a forces dels lakheus, sunheus i khindaneus matant a 3.600 homes i assolant el territori entre Kharidu i Kipina. Un guerrer lakheu, Aziel, va ocupar els passos de l'Eufrates a Kipin, però fou derrotat i va haver de fugir cap a la muntanya Bisuru (després Jebel Bishri) que el van empaitar fins a les ciutats de Dummitu i Azmu al límit del territori de Bit Adini, que foren destruïdes, però Aziel no va poder ser capturat (si que ho fou un príncep lakheu de nom Ilai). Dues ciutats foren fundades: una a la riba sud de l'Eufrates anomenada Kar-Ashur-nazir-pal (Fortalesa d'Ashur), i l'altra a l'altre costat del riu, anomenada Nibarti-Ashur (el Pas d'Ashur) les dues amb proposits militars.
A l'any següent (877 aC) el rei va sortir de Kalah l'11 de juny i va tornar a la zona per seguir reprimint als arameus que segurament mantenien la resistència instigats per l'estat de Bit Adini, a l'Eufrates, al sud de Karkemish i que estenia la seva influència fins a la desembocadura del Khabur. La capital era Kap-Rabi (Gran Roca) una fortalesa inexpugnable, amb molts habitants i sempre desafiant; només amb la conquesta d'aquest lloc es podria posar fi a les revoltes. Assurnasirpal va optar finalment per assetjar Kap-Rabi, que va conquerir; 800 defensors foren executats i 2400 fets presoners; la ciutat fou arrasada. El príncep arameu de Bit Adini, Akhum, es va sotmetre i va pagar tribut. El príncep de Til Abni, a l'altre costat de l'Eufrates, Khabin, va seguir el mateix camí. L'efecte fou ràpid: els estats arameus que no havien pagat el tribut van córrer a fer-ho i la resta del regnat ja no hi va haver més conflictes a la zona. Els arameus no obstant van conservar completa autonomia interna mentre paguessin el tribut que només els donava dret a no ser atacats per Assíria.
L'abril del 876 aC va iniciar la seva campanya cap a occident sortint de Kalah a finals d'abril; el camí per Mesopotàmia fou poc menys que una marxa triomfal; els estats li van pagar sense protestar el tribut establert. Aquestos tributs formats per carros, cavalls, plata, or, plom i coure, foren enviats a Assur i el rei va seguir endavant. L'Eufrates fou creuat en bots fets de pells d'animals, per Karkemish, capital d'un petit estat neohitita que governava Sangara i que immediatament va acceptar pagar tribut a Assíria; la seva activitat era purament comercial i una guerra, que probablement perdria, no interessava a l'estat, ja que arruïnaria el comerç i, per tant, el pagament d'un tribut era un mal menor, si s'evitava el saqueig i la destrucció; el rei assiri va acceptar el tribut i va seguir cap a l'oest, passant per territori de Bit Adini, i creuant el riu Apre (modern Afrin) arribant al territori d'un altre estat arameu menor, Patin (Khatina o Hatina), que tenia per capital a Kunulua (o Kumulua) i estava governat per Lubarna; el seu territori anava entre el riu Apre i l'Orontes i sembla que seguia fins a la mar sent un territori pla i fèrtil. Els assiris van arribar a Khazaz (moderna Azaz) i el rei Lubarna no va presentar resistència i, refugiat a la seva capital, va accedir a pagar un important tribu. Va seguir cap al sud arribant a l'Orontes que va creuar i a la ciutat d'Aribua (de situació desconeguda, propera al riu Sangura, que era la posició més al sud de Lubarna de Patin. La ciutat fou convertida en una base assíria i s'hi van establir colons; gra i palla cultivat per força a les terres de Lukuthi, fou emmagatzemat en aquest lloc. Des d'aquí el rei tenia el camí obert cap a les muntanyes del Líban al nord o oest. Els governs de Tir, Sidó, Trípoli i Arvad li van enviar esplèndids regals, un error, ja que això implicava que eren rics cosa que no va passar per alt als assiris. De moment el rei, veient que les ciutats havien pagat tribut, es va dirigir al nord cap a les muntanyes Amanus. Cedres, xiprers i junípers foren tallats i enviats a Assur igual que uns arbres anomenats mekhri, no identificats, però que eren prou nombrosos per donar nom a la regió on foren trobats (país de Mekhri o Mikhri); algun exemplar fou tallat i enviat a Nínive al temple d'Ishtar. En tota la campanya les forces assíries van evitar acuradament acostar-se a les fronteres de l'estat arameu de Damasc, el principal estat arameu, per fer front al qual els consellers del rei pensaven que encara no estaven preparats. La campanya no va necessitar destruccions, saquejos i matances, ja que no va trobar resistència enlloc.
Després de nou anys sense expedicions, el 867 aC va fer una nova campanya, sortint de Kalah l'11 de maig, passant per Kipan i Izalla, fins a Kummukh, Qurkhi, i les terres del mont Masius. La campanya fou per recaptar tribut. De Kumukh va baixar per l'Eufrates pel país de Kubbu arribant fins a les ciutats d'Umalia i Jiranu al país d'Adani (Bit Adini?), a l'est del país de Khati (regió de Karkemish) que va destruir. Es va conquerir la ciutat de Karani i després va passar a Qurkhi i va fer una expedició a Dirria, Mallanu i Zamba es van destruir diverses ciutats (que foren cremades) es van fer tres mil presoners que foren portats a Assíria. A la tornada a Qurkhi estava revoltat el governador de Damdamusa, Ilanu, que fou derrotat i es va nomenar allí un governador assiri. Fou la seva darrera campanya i la resta del regnat va ser pacífic.

## Obra civil
Entre les seves obres principals, en part fetes també en anys de campanya, hi ha una reconstrucció de la ciutat de Kalah o Kalakh (Nimrud) que en haver estat un temps abandonada havia quedat malmesa; també la construcció d'un canal. La part exterior de les muralles fou construïda amb rajola cuita mentre la del darrere era de rajola simple. La construcció assíria era dolenta i els edificis necessitaven sovint reparacions. Els temples i palaus assiris no s'han conservat a diferència dels d'Egipte i els trobats a les excavacions estan en un estat molt pitjor. En aquesta ocasió es va construir un palau que fou residència reial per segles i les seves ruïnes s'han trobat a Nimrud (on n'hi ha almenys tres). Va construir un canal o aqüeducte que portava aigua a la ciutat des del Zab, anomenat Babelat-Khigal (Portador de la Productivitat).

## Successió
El 859 aC va morir després de 25 anys de regnat. El va succeir el seu fill Salmanassar III.